# Franciszek Ksawery Dmochowski

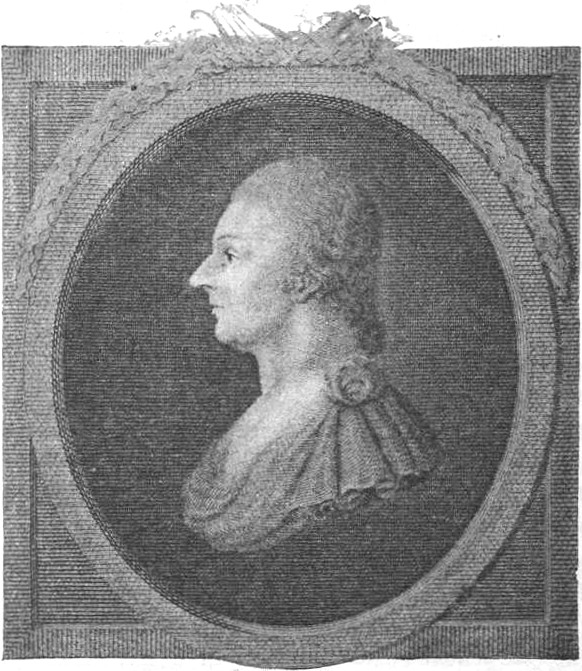
Franciszek Ksawery Dmochowski

Franciszek Ksawery Dmochowski (* 2. Dezember 1762 in Oprawczyki; † 20. Juni 1808) war ein polnischer Schriftsteller und Übersetzer.
Dmochowski besuchte die Jesuiten- und Piaristenschule in Drohiczyn, später in Podoliniec. Nach dem Noviziat wurde er 1778 in den Piaristenorden aufgenommen. Bis 1791 unterrichtete er in Radom und Warschau, dann wurde er persönlicher Assistent und Sekretär von Hugo Kołłątaj. Während der Zeit der Konföderation von Targowica ging er mit diesem nach Dresden, wo er an der Vorbereitung des Kościuszko-Aufstandes beteiligt war.
1794 organisierte er die Verkündung des Aufstandes durch Tadeusz Kościuszko in Krakau und beteiligte sich an der Herausgabe der Zeitschriften Gazeta Wolna Warszawska und Gazeta Rządowa. Nach der Niederlage des Kościuszko-Aufstandes emigrierte Dmochowski nach Venedig, später nach Paris. 1799 kehrte er nach Warschau zurück und heiratete nach seiner Konversion zum Protestantismus Izabela Mikorowska. Ihr Sohn war der Schriftsteller Franciszek Salezy Dmochowski. 1806 erwarb er ein Gut in Kujawy. 1808 starb er auf einer Reise von Warschau dorthin.
Dmochowskis bekanntestes Werk war Sztuka rymotwórcza (Die Kunst des Reimens), eine Adaption von Nicolas Boileaus L’art poétique. Außerdem verfasste er Festgedichte, Pamphlete und politische Flugschriften und schuf die erste vollständige Übersetzung der Ilias ins Polnische. Weiterhin übersetzte er Teile der Odyssee und der Aeneis, Werke von Horaz und Lucan und John Miltons Paradise Lost.